# Episodi di Waking the Dead (quarta stagione)
La quarta stagione della serie televisiva Waking the Dead è stata trasmessa nel Regno Unito nel 2004.
In Italia è andata in onda nel 2007 su Hallmark Channel e in chiaro su Giallo dal 7 maggio all'11 giugno 2013.
| Nº | Titolo originale                 | Titolo italiano                  | Prima TV UK    | Prima TV Italia |
| -- | -------------------------------- | -------------------------------- | -------------- | --------------- |
| 1  | In the Sight of the Lord, Part 1 | Agli occhi del Signore - parte 1 | 11 luglio 2004 | 2007            |
| 2  | In the Sight of the Lord, Part 2 | Agli occhi del Signore - parte 2 | 12 luglio 2004 | 2007            |
| 3  | False Flag, Part 1               | Questione di sicurezza - parte 1 | 18 luglio 2004 | 2007            |
| 4  | False Flag, Part 2               | Questione di sicurezza - parte 2 | 19 luglio 2004 | 2007            |
| 5  | Fugue States, Part 1             | I gemelli scomparsi - parte 1    | 25 luglio 2004 | 2007            |
| 6  | Fugue States, Part 2             | I gemelli scomparsi - parte 2    | 26 luglio 2004 | 2007            |
| 7  | Anger Management, Part 1         | Gestione della paura - parte 1   | 1º agosto 2004 | 2007            |
| 8  | Anger Management, Part 2         | Gestione della paura - parte 2   | 2 agosto 2004  | 2007            |
| 9  | The Hardest Word, Part 1         | La parola più dura - parte 1     | 8 agosto 2004  | 2007            |
| 10 | The Hardest Word, Part 2         | La parola più dura - parte 2     | 9 agosto 2004  | 2007            |
| 11 | Shadowplay, Part 1               | Gioco di ombre - parte 1         | 15 agosto 2004 | 2007            |
| 12 | Shadowplay, Part 2               | Gioco di ombre - parte 2         | 16 agosto 2004 | 2007            |